# Elektronenmangelbindung
Elektronenmangelbindungen sind chemische Bindungen, bei denen die Atome weniger Elektronen in der Valenzschale haben, als zum Auffüllen der Schale nötig wären. Bei den Elementen der Hauptgruppen (ausgenommen Wasserstoff) bedeutet das, dass diese Bindungen nicht der Oktettregel genügen, also die Atome nicht über acht Elektronen in der Valenzschale verfügen.
Chemische Verbindungen mit Elektronenmangelbindungen werden auch oft als Elektronenmangelverbindungen bezeichnet; dieser Begriff ist jedoch missverständlich, weil er auch für elektrophile Moleküle, also Lewis-Säuren verwendet wird.
Beispiele von Elektronenmangelbindungen sind viele Hydride, zum Beispiel AlH3 oder Diboran mit insgesamt nur sechs bzw. zwölf Valenzelektronen je Formeleinheit. Die Bindungen in solchen Substanzen können auch als 3-Zentren-2-Elektronen-Bindungen aufgefasst werden; die bindenden Orbitale umfassen also drei (statt zwei) Atome; oder anders gesagt, jeweils drei (statt zwei) Atome teilen sich die Elektronenpaare.
Elektronenmangelbindungen sind wenig stabil; die so gebildeten Verbindungen daher reaktionsfreudig.